# الاستفتاء الدستوري الفنزويلي أبريل 1999

الاستفتاء الدستوري الفنزويلي أبريل 1999 عقد في فنزويلا في 25 أبريل 1999. سئل الناخبون سؤالان:
- هل ينبغي عقد جمعية تأسيسية؟
- هل توافق على اقتراح الرئيس حول كيفية انتخاب الجمعية (لكل ناخب عشرة أصوات)؟

تمت الموافقة على كلا الإجراءين حيث أيد 92.4٪ السؤال الأول و86.5٪ لصالح السؤال الثاني. بلغ إقبال الناخبين 37.8٪.

## النتائج

### السؤال الأول
| الاختيار                | الأصوات   | %    |
| ----------------------- | --------- | ---- |
| مع                      | 3,516,558 | 92.4 |
| ضد                      | 290,524   | 7.6  |
| الأصوات الباطلة/الفارغة | 194,590   | –    |
| المجموع                 | 4,001,672 | 100  |
| مصدر:                   |           |      |

### السؤال الثاني
| الاختيار                | الأصوات   | %    |
| ----------------------- | --------- | ---- |
| مع                      | 3,275,716 | 86.5 |
| ضد                      | 512,967   | 13.5 |
| الأصوات الباطلة/الفارغة | 212,989   | –    |
| المجموع                 | 4,001,672 | 100  |
| مصدر:                   |           |      |